# Déposition de la robe de la Vierge
 (novembre 2023).
Si vous disposez d'ouvrages ou d'articles de référence ou si vous connaissez des sites web de qualité traitant du thème abordé ici, merci de compléter l'article en donnant les références utiles à sa vérifiabilité et en les liant à la section « Notes et références ».

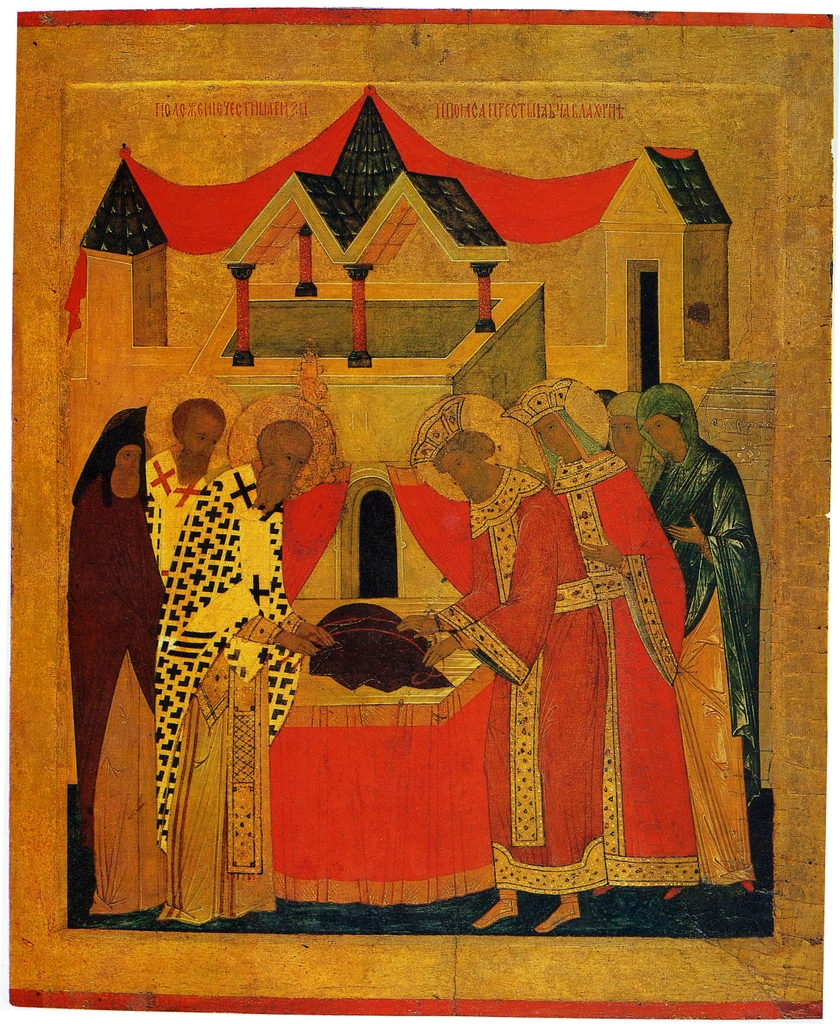
la déposition de la robe de la Vierge, icône de 1485

La Déposition de la robe de la Vierge ou Déposition de la robe de la Mère de Dieu est une fête mariale religieuse célébrée dans le christianisme orthodoxe le 2 juillet,.

## Origine
Selon l'Église orthodoxe et l'Église catholique, le corps et l'âme de Marie (mère de Jésus) furent, au moment de son Assomption ou, selon la terminologie orthodoxe, sa Dormition, emportés au ciel. Dans sa tombe ne restait que sa robe, qui fut confiée à l'une de ses deux servantes juives. Pour ces reliques d'une valeur inestimable, ramenées de Palestine, l'impératrice d'Orient Pulchérie fit construire à Constantinople dans le quartier des Blachernes une chapelle appropriée pour les recevoir.      
Le 2 juillet 452, la robe de la Sainte-Vierge fut solennellement déposée dans la nouvelle chapelle. À partir de l'année 473 d'autres églises se construisirent dans les environs de la chapelle et d'autres reliques de Marie y furent encore déposées plus tardivement. La fête religieuse commémore la déposition de la robe dans la chapelle en 452.     
Deux évènements historiques donnèrent à cette date du 2 juillet une dimension historique. Le 2 juillet 860, une attaque d'anciennes peuplades russes sur Constantinople est repoussée avec succès par les byzantins. Et en 1451, le 2 juillet, les Tatars qui assiègent alors Moscou, lèvent subitement le camp et déguerpissent. Les deux évènements sont attribués à l'aide de Marie, Mère de Dieu et fêtés à cette date du 2 juillet chaque année. À Moscou, l'Église de la Déposition-de-la-robe-de-la-Vierge est construite entre 1484 et 1486 en souvenir de ce départ des Tatars. À Souzdal, le Monastère de la Déposition-de-la-robe-de-la-Vierge est fondé en 1207 avant l'invasion des Tatars, mais les bâtiments qui subsistent sont plus récents.